# 金滩镇 (吉水县)
金滩镇，是中华人民共和国江西省吉安市吉水县下辖的一个镇。昌赣客运专线在该镇古塘村设有吉水西站。

## 行政区划
金滩镇下辖以下地区：
金滩社区、双元村、白鹭村、白石村、曾家山村、柘塘村、前进村、午冈村、古塘村、南坑村、塘下村、五团村、东溪村、麻塘村、坑梅村、荷塘村、阁上村、庙下村、燕坊村、井头村和南岸村。

## 中国传统村落
- 2012年12月，燕坊村被评为首批“中国传统村落”。
- 2013年8月，仁和店村、桑园村被评为第二批中国传统村落。